# Ricardo Feltrin
Ricardo Luiz Feltrin da Silva (São Caetano do Sul, 13 de abril de 1963) é um jornalista e pianista brasileiro. Possui um filho com Patrícia Santana, com quem foi casado por pouco tempo;

## Biografia e carreira

### Início da vida
Feltrin começou a estudar piano aos cinco anos com a mãe, Anna Luiza, que foi cantora lírica e teve composição gravada em disco na década de 60 em parceria com o maestro Osvaldo Lourenço. Entre 1983 e 1988, trabalhou como músico profissional, pianista e tecladista. Tocou em bandas de baile, de rock, country rock e hard rock.
Foi professor substituto de História e Geografia na rede estadual de ensino de São Paulo entre 1988 e 1991. Formado técnico em Química-Cerâmica (Senai AAP), cursou faculdades de Administração de empresas, Teologia e Ciências Sociais (quatro anos), porém não se formou em nenhuma.

### Como jornalista
É jornalista desde 1991, quando integrou a 9ª Turma de Trainees da Folha de S.Paulo, depois foi repórter de Cotidiano na Folha de S.Paulo, repórter, redator, editorialista, colunista político e de TV no extinto jornal Folha da Tarde, e colunista principal do jornal Agora, que substituiu a "FT" em 1999.
Entre outros trabalhos, participou da cobertura de eventos como o Massacre do Carandiru (92), o impeachment de Collor (92), a morte de Ayrton Senna (94), os ataques do PCC a São Paulo (06), a invasão da casa de Silvio Santos (2001), o 11 de Setembro; e as guerras dos EUA contra o Afeganistão e, depois, contra o Iraque.
Feltrin começou a trabalhar na coluna Ooops! em outubro de 2000, onde também exerceu os cargos de editor de Brasil e Cotidiano (2001-2002). Além de colunista, foi editor-chefe e Secretário de Redação, e um dos responsáveis pela reforma gráfica que transformou a Folha Online em Folha.com, em abril de 2010. Foi correspondente da Folha em Roma na morte do papa João Paulo II, em abril de 2005.

### Grupo Folha
Em maio de 2010 passou a trabalhar como executivo no núcleo de Novas Mídias do Grupo Folha, responsável por levar a produção jornalística da Folha e da Folha.com para outras plataformas além do papel, como os smartphones, tablets e redes sociais, além de criar novos produtos editoriais tecnológicos. Integrou a equipe responsável pelo desenho e arquitetura na Folha nos sistemas operacionais iPad e Android (Google). Esse e o trabalho de digitalização do Acervo de 90 anos dos jornais Folha de S.Paulo, Folha da Manhã e Folha da Noite foi realizado pelo Grupo Folha em parceria com as empresas de tecnologia Digital Pages.
Criou, lançou e se tornou editor, em maio de 2011, do site de Entretenimento do F5, nova marca e canal do jornal Folha de S.Paulo na internet, dedicado às softtnews, ao humor e à diversão. foi editor o F5 até julho de 2012, quando passou a assinar apenas uma coluna semanal do F5. Deixou a coluna e a Folha, em definitivo, em novembro de 2014.

### Uol, A Tarde e Troféu Imprensa
Em março de 2004, começou a trabalhar colunista e apresentador do UOL (especialista em bastidores e ibope de TV e entretenimento). Em maio de 2013 passou a assinar coluna semanal (aos domingos) no jornal baiano A Tarde, também escrevendo sobre bastidores do mundo da televisão.
Integrou o júri do Troféu Imprensa, do SBT, em 1998, 2013, 2014, 2015 e 2016.

### YouTube
Em março de 2016, voltou a exercer também a profissão de pianista, tocando em hotéis, festas e eventos privados.
Em 9 de abril de 2017, Ricardo Feltrin lançou seu site privado e canal de YouTube, voltados para notícias exclusivas de TV, música (aulas de piano para iniciantes), bichos, críticas de cinema e humor.

## Livro
Em janeiro de 2013, lançou seu primeiro livro: "Como Lidar com Crises, Jornalistas e Outros Predadores" (editora Bella), dedicado a explicar de forma leve e bem humorada o funcionamento das redações dos grandes veículos, e a relação tensa entre jornalistas e assessores de imprensa.

## Prêmio
Em fevereiro de 2011, Feltrin ganhou o prêmio Folha de jornalismo, categoria "reportagem", pela matéria na qual antecipou em seis meses, em vídeo e registro em cartório, o resultado da licitação de R$ 4,5 bilhões para a construção da linha 5 (lilás) do metrô de São Paulo. A reportagem causou a suspensão da licitação, bem como a abertura de investigações da polícia paulista e Ministério Público. Em maio de 2011, o Metrô de São Paulo decidiu continuar as obras, pois entendeu que a reportagem e os registros feitos pela Folha "não provam" que houve conluio ou acerto prévio entre as empreiteiras na divisão dos trechos da obra, cujo valor chega a R$ 4 bilhões.

## Controvérsias
O jornalista passou a se posicionar a favor de Marcius Melhem depois que o humorista foi acusado de assédio sexual contra sete mulheres, incluindo a atriz Dani Calabresa, em seu período como ator, diretor e redator de programas de humor na TV Globo entre os anos de 2003 e 2019. Em 14 de dezembro de 2022, a revista Veja publicou uma reportagem confirmando as declarações de Feltrin em seu canal no YouTube em um vídeo publicado no dia 4 do mesmo mês, trazendo prints tirados de celulares arquivados no processo judicial, alegando que não houve assédio e sim, relações consentidas.
No dia 26 de fevereiro de 2024, o Ministério Público de São Paulo (MP-SP) abriu uma denúncia contra o jornalista e o humorista Marcius Melhem, acusando os dois de violência psicológica, perseguição e criação de uma comunidade virtual de teor misógino contra as vítimas.
Em janeiro de 2025, a justiça inocentou Melhem e Feltrin das acusações de violência psicológica, perseguição e misoginia,  após o Ministério Público analisar mais de 60 vídeos e concluir que o jornalista apenas cumpriu com sua função de informar ao público.  